# Demobotys monoceralis
Demobotys monoceralis là một loài bướm đêm trong họ Crambidae.